# Hôtel d'Orsigny
L’hôtel d’Orsigny ou hôtel Durfort est un ancien hôtel particulier, situé au no 5, place Vendôme, dans le 1er arrondissement de Paris.
Construit par l'architecte Jacques V Gabriel, de 1719 à 1721, pour le financier John Law de Lauriston puis pour Jacques-Daniel de Gueutteville d’Orsigny. Il abrite, avec l’hôtel de Coëtlogon au no 3, l'hôtel Bristol, de 1840 à 1914. La société d'informatique IBM France s'y installe de 1948 à 1989.
Il appartient, depuis 1989, à Hassanal Bolkiah, sultan de Brunei.

## Situation
L’hôtel est situé au sud de la place et est mitoyen de l’hôtel de Coëtlogon au no 3 et de l’hôtel Lebas de Montargis au no 7.

## Historique
En 1703, l’architecte Pierre Bullet achète le terrain, qu’il revend non-bâtit, au financier John Law de Lauriston en 1718.
En 1719, l’hôtel est construit par l’architecte Jacques V Gabriel, mais reste néanmoins inachevé lorsqu’il est revendu, en 1720, à Jacques-Daniel de Gueutteville d’Orsigny, qui en achève la construction l’année suivante.
En 1744, Étienne Le Texier de Menetou, receveur général des finances, l’acquiert, puis l’hôtel passe en héritage, en 1777, à son petit-fils, Félicité Jean Louis de Durfort, ambassadeur de France à Venise.
En 1788, l’hôtel est vendu au banquier Guillaume Sabatier d’Espeyran, que sa sœur, Marie, revend, à la suite de son décès, en 1808, à Henri Bouchon.
La veuve de ce dernier se sépare de l’hôtel en 1839, où Roger Monlenard, l’acquiert conjointement au no 3, les fait communiquer et fonde l’année suivante, l’hôtel Bristol.
Cet hôtel, reçoit, avec l’hôtel du Rhin, sis dans les actuels no 4 et no 6 de la place, toutes les têtes couronnées de l’époque, comme : le roi Édouard VII en 1909, le prince Alexandre de Serbie, ou encore le roi Charles Ier de Portugal qui y descend une dernière fois en novembre 1907 avant son décès le 1er février 1908. L’hôtel ferme ses portes en 1914, à l’aube de la Première Guerre mondiale.
Les deux hôtels sont vendus en 1919, à la société foncière de la place Vendôme, qui loue l’ensemble à la Banker’s Trust Company, jusqu’en 1940. Des travaux d’envergure sont engagés en 1920, sous la houlette de l’architecte Charly Knight.
D’octobre 1948 à 1989, l’hôtel est loué à la société d’informatique IBM France.
En 1989, les deux hôtels sont vendus à Hassanal Bolkiah, sultan de Brunei, qui y fait réaliser de nombreux travaux d’aménagement, notamment par l’architecte d’intérieur, Jacques Garcia, qui, grâce à cette réalisation, s’offre le château de Champs-de-Bataille en 1992.
Très rarement habité, les deux édifices sont encore aujourd’hui la propriété du sultan de Brunei. Ils font également partie des rares hôtels de place à être exclusivement « bourgeois », ne possédant aucun locaux commerciaux au rez-de-chaussée.

## Protection
L’hôtel est classé partiellement aux monuments historiques, pour ses façades et toitures, par arrêté du 18 août 1990.